# Sphecozone corniculans
Sphecozone corniculans là một loài nhện trong họ Linyphiidae. Loài này được phát hiện ở Colombia.